# John DeVries (paroliere)
John DeVries (Wayne, 2 dicembre 1915 – USA, 17 aprile 1992) è stato un paroliere, illustratore e un interior designer statunitense.

## Biografia

### Paroliere
Nacque a Wayne, Pennsylvania nel 1915. Collaborando con il pianista Joe Bushkin, scrisse i testi di molte canzoni, la più famosa delle quali fu Oh! Look at Me Now, un successo per Frank Sinatra nel 1941.
Scrissero anche There'll be a Hot Time in the Town of Berlin più tardi, durante la Seconda Guerra Mondiale, quando erano nell'esercito; è stato registrato da diversi artisti. DeVries ha anche scritto canzoni con Eddie Condon.

### Arredatore
Era un interior designer per celebri newyorkesi e per jazz club di New York, tra cui Eddie Condon sulla 54esima Strada negli anni '70. È stato illustratore pubblicitario e per l'editoria di libri e musica, comprese le copertine degli album.